# The Lion King (ścieżka dźwiękowa)
The Lion King: Original Motion Picture Soundtrack (w Polsce wydana pod tytułem Król lew: Oryginalna muzyka filmowa) – ścieżka dźwiękowa do filmu animowanego wytwórni Walt Disney Animation Studios Król lew. Wszystkie piosenki zostały napisane przez Eltona Johna (muzyka) i Tima Rice'a (słowa). Producentem albumu, odpowiedzialnym także za orkiestrację, był Hans Zimmer, kompozytor ścieżki dźwiękowej do Króla lwa. Wydawnictwo nagrywano w trzech krajach: USA, Wielkiej Brytanii i Południowej Afryce. W 1995 Zimmer za ścieżkę dźwiękową do Króla lwa został nagrodzony Oscarem dla najlepszej muzyki. W Stanach Zjednoczonych album sprzedał się w ponad 4,9 mln egzemplarzy.

## Lista utworów
W większości wydań międzynarodowych na wydawnictwie znalazły się piosenki śpiewane w języku właściwym dla danego rynku, za wyjątkiem „Can You Feel the Love Tonight (End Title)” w wykonaniu Eltona Johna. W wielu wydawnictwach lokalnych dostępny był także dodatkowy utwór instrumentalny zatytułowany „Hyenas”.

### Edycja standardowa
Strona pierwsza
- 1. „Circle of Life” – 3:59; Muzyka: Elton John, słowa: Tim Rice, wykonanie: Carmen Twillie, Lebo M i chór Mbongeni Ngema
- 2. „I Just Can’t Wait to Be King” – 2:50; wykonanie: Jason Weaver, Rowan Atkinson i Laura Williams
- 3. „Be Prepared” – 3:40; wykonanie: Jeremy Irons, Whoopi Goldberg, Cheech Marin i Jim Cummings
- 4. „Hakuna Matata” – 3:33; wykonanie: Nathan Lane, Ernie Sabella, Jason Weaver i Joseph Williams
- 5. „Can You Feel the Love Tonight” – 2:57; wykonanie: Joseph Williams, Sally Dworsky, Nathan Lane, Ernie Sabella, Kristle Edwards
- 6. „This Land” – 2:55; muzyka: Hans Zimmer
- 7. „…To Die For” – 4:17; muzyka: Hans Zimmer

Strona druga
- 1. „Under the Stars” – 3:45; muzyka: Hans Zimmer
- 2. „King of Pride Rock” – 5:59; muzyka: Hans Zimmer
- 3. „Circle of Life” – 4:51; wykonanie: Elton John
- 4. „I Just Can’t Wait to Be King” – 3:36; wykonanie: Elton John
- 5. „Can You Feel the Love Tonight” (End Title) – 3:59; wykonanie: Elton John

### Edycja specjalna
- 1. „The Morning Report” – wykonanie: James Earl Jones, Jeff Bennett, Evan Saucedo
- 2. „Can You Feel the Love Tonight (Remix)” – wykonanie: Elton John

## Wydanie polskie
W Polsce album Król lew: Oryginalna muzyka filmowa wydany został w 1994 przez BMG Ariola Poland. W 1995 otrzymał od Związku Producentów Audio-Video status złotej płyty. Autorem tekstów większości piosenek zamieszczonych na albumie był Filip Łobodziński, jedyny wyjątek stanowił „Krąg życia” napisany przez Marcina Sosnowskiego. Polskie wersje piosenek zarejestrowano w Studiu Opracowań Filmów w Warszawie, a kierownikiem muzycznym nagrań był Mirosław Janowski.
W 2003, na potrzeby wydania Króla lwa na DVD, nagrano nową wersję „Kręgu życia”, którą do słów Łobodzińskiego zaśpiewała Beata Bednarz. Taka zamieszczana była w niektórych wznowieniach albumu albo w kompilacjach, jak chociażby Król lew: Największe przeboje.

### Lista utworów
Strona A
- 1. „Krąg życia” – 3:53; wykonanie: Joanna Dark, Lebo M i chór Mbongeni Ngema
- 2. „Strasznie już być tym królem chcę” – 2:49, wykonanie: Michał Mech, Urszula Janowska, Tadeusz Borowski
- 3. „Przyjdzie czas” – 3:38; wykonanie: Marek Barbasiewicz, Miriam Aleksandrowicz, Marek Frąckowiak
- 4. „Hakuna matata” – 3:31; wykonanie: Michał Mech, Paweł Tucholski, Krzysztof Tyniec, Emilian Kamiński
- 5. „Pieśń o miłości” – 2:56; wykonanie: Paweł Tucholski, Krystyna Tyszkiewicz, Katarzyna Skrzynecka, Krzysztof Tyniec, Emilian Kamiński
- 6. „Zabójcza niespodzianka” (wersja instrumentalna) – 4:16

Strona B
- 1. „Lwia Ziemia” (wersja instrumentalna) – 2:51
- 2. „Hieny!” (wersja instrumentalna) – 4:54
- 3. „Pod gwiazdami” (wersja instrumentalna) – 3:47
- 4. „Król Lwiej Skały” (wersja instrumentalna) – 5:56
- 5. „Can You Feel the Love Tonight” – 3:59; wykonanie: Elton John

Edycja specjalna
- 1. „Poranny raport” – 1:35; wykonanie: Marek Molak, Tadeusz Borowski, Wiktor Zborowski
- 2. „Can You Feel the Love Tonight (Remix)” – 4:08; wykonanie: Elton John
- 3. „Circle of Life” – 4:10; wykonanie: gwiazdy Disney Channel